# David Zwicklhuber
David Zwicklhuber (* 2. Juli 2000 in Grieskirchen) ist ein österreichischer Handballspieler.

## Karriere
Zwicklhuber begann seine sportliche Laufbahn beim HC Eferding, bevor er sich dem Leistungszentrum des HC Linz AG anschloss. Dort durchlief er sämtliche Jugendmannschaften und besuchte parallel ein Leistungssport-Gymnasiums. Im Jugendbereich spielte er unter anderem in der U16, U18, der HLA-U20 sowie in der Landesliga. Im Alter von 17 Jahren debütierte er in der HLA-Mannschaft des HC Linz AG. Zwicklhuber wurde in das österreichische U18-Nationalteam berufen und nahm mit dieser an der Men’s 18 EHF Championship 2018, die in Tulln (Niederösterreich) ausgetragen wurde, Teil. Mit der Mannschaft konnte Zwicklhuber das Turnier gewinnen. Mit dem HC Linz AG spielte der Torhüter bereits mehrmals im EHF European Cup, wobei das Erreichen der dritten Runde in der Saison 2023/24 der bisher größte Erfolg war. Am Ende der Saison 2023/24 besiegte Zwicklhuber mit dem HC Linz AG den Alpla HC Hard im Finale der HLA Meisterliga und holte den ersten nationalen Titel seiner Karriere. Am Anfang der Saison 2024/25 gewann der Oberösterreicher den österreichischen Handball-Supercup gegen Handball West Wien.

## Erfolge
- HC LINZ AG
  - 1× Österreichischer Meister 2023/24
  - 1× Österreichischer Supercupsieger 2024/25